# 鬼木誠 (1972年生の政治家)
鬼木 誠（おにき まこと、1972年〈昭和47年〉10月16日 - ）は、日本の政治家。自由民主党所属の衆議院議員（5期）。
防衛副大臣兼内閣府副大臣、衆議院安全保障委員長、環境大臣政務官、福岡県議会議員（3期）を歴任。

## 来歴
福岡県福岡市生まれ。福岡市立田島小学校、福岡市立当仁中学校、ラ・サール高等学校卒業。衆議院議員の大岡敏孝はラ・サール高校の同級生であり、共にラグビー部に所属していた。九州大学法学部法律学科卒業後、西日本銀行（現西日本シティ銀行）に入行し、2002年に退職した。
2003年、福岡県議会議員選挙に無所属で立候補し、初当選した。2007年、2011年の県議選で再選し、県議在職中に自由民主党に入党した。
3期目の任期途中に県議を辞職、第46回衆議院議員総選挙に公募により自民党公認となった後福岡2区から出馬し、民主党前職の稲富修二を破り当選。2014年の第47回衆議院議員総選挙では、福岡2区で再び稲富修二を破り、再選。
2015年6月25日、安倍晋三首相を支持する若手議員らを中心に発足した文化芸術懇話会に参加した。同年10月、第3次安倍第1次改造内閣で環境大臣政務官に任命された。
2016年7月29日、主幹事として「PM2.5越境汚染対策に係る提言　～青空回復プロジェクト～」を取りまとめる。
2017年の第48回衆議院議員総選挙に際しては、福岡2区で希望の党から立候補した稲富修二の猛追を受けるが僅差で勝利した。福岡県の自民党候補のうち、当選確実が報じられたのは最も遅かった。
2019年2月20日、超党派による「愛がん動物を対象とした動物看護師の国家資格化を目指す議員連盟」の発足に伴い、事務局長に就任。議論を取りまとめた後、議員立法により「愛玩動物看護士法案」を提出、国家資格化に尽力した。同法案は同年6月21日に参議院本会議で可決、成立した。
2021年10月6日、防衛副大臣兼内閣府副大臣に就任。
同年10月31日の第49回衆議院議員総選挙で立憲民主党から立候補した稲富に再び詰め寄られるが僅差で勝利し4選。
2022年8月8日、ソロモン諸島を訪問。政府主催で行われたガダルカナルの戦いの慰霊式に出席した。同年8月12日、防衛副大臣兼内閣府副大臣を退任。
2023年12月14日、自民党5派閥の政治資金パーティーをめぐる裏金問題で、岸田文雄首相は清和政策研究会（安倍派）の閣僚4人と副大臣5人を事実上更迭。鬼木は宮澤博行の後任として、防衛副大臣兼内閣府副大臣に就任した。
2024年10月1日発足の第1次石破内閣においても防衛副大臣兼内閣府副大臣を続投。
同年10月27日の第50回衆議院議員総選挙では稲富に小選挙区で敗れるが比例復活で5選。

## 政策・主張

### 憲法
- 憲法改正について、2017年、2021年、2024年のアンケートで「賛成」と回答[15][16][17]。
- 9条改憲について、2021年の毎日新聞社のアンケートで「改正して自衛隊の存在を明記すべきだ」と回答[18]。
- 憲法を改正し緊急事態条項を設けることについて、2021年の毎日新聞社のアンケート、2024年のNHKのアンケートで「賛成」と回答[18][17]。

### 外交・安全保障
- 安全保障関連法の成立について、2017年のアンケートで「評価する」と回答[15]。
- 「他国からの攻撃が予想される場合には敵基地攻撃もためらうべきではない」との問題提起に対し、2017年、2021年のアンケートで「どちらとも言えない」と回答[15][16]。
- 「北朝鮮に対しては対話よりも圧力を優先すべきだ」との問題提起に対し、2017年のアンケートで「賛成」と回答[15]。2021年のアンケートで「どちらかといえば賛成」と回答[16]。
- 普天間基地の辺野古移設について、2021年のアンケートで「賛成」と回答[16]。

### ジェンダー
- 選択的夫婦別姓制度の導入についての各メディアのアンケートの結果は以下のとおり。
  - 2017年 - 朝日新聞社には「反対」と回答[15]。
  - 2021年 - 朝日新聞社には「どちらかといえば反対」と回答[16]。
  - 2024年 - NHKには「反対」と回答[17]。

- 2021年1月、選択的夫婦別姓の導入反対を求める文書を地方議会議長に郵送した（後述）[19]。

- 同性婚を可能とする法改正についての各メディアのアンケートの結果は以下のとおり。
  - 2017年 - 朝日新聞社には「どちらかと言えば反対」と回答[15]。
  - 2021年 - 朝日新聞社には「どちらとも言えない」と回答[16]。
  - 2024年 - NHKには「反対」と回答[17]。

- 「LGBTなど性的少数者をめぐる理解増進法案を早期に成立させるべきか」との問題提起に対し、2021年の朝日新聞社のアンケートで「どちらとも言えない」と回答[16]。
- クオータ制の導入について、2021年の毎日新聞社、2024年のNHKのアンケートで「反対」と回答[18][17]。

### その他
- アベノミクスについて、2017年のアンケートで「評価する」と回答[15]。
- 安倍内閣による森友学園問題・加計学園問題への対応について、2017年のアンケートで「どちらかと言えば評価する」と回答[15]。
- 森友学園への国有地売却をめぐる公文書改竄問題で、2021年5月6日、国は「赤木ファイル」の存在を初めて認めた[20]。しかし5月13日、菅義偉首相はファイルの存在を踏まえた再調査を行わない考えを報道各社に書面で示した[21]。9月の自民党総裁選挙で総裁に選出された岸田文雄も10月11日、衆議院本会議の代表質問で再調査の実施を否定した[22]。国の対応をどう考えるかとの同年の毎日新聞社のアンケートに対し回答しなかった[18]。
- 「治安を守るためにプライバシーや個人の権利が制約されるのは当然だ」との問題提起に対し、2017年のアンケートで「どちらとも言えない」と回答[15]。2021年のアンケートで「どちらかと言えば賛成」と回答[16]。

## 不祥事
- 2021年、当時大流行していた鬼滅の刃のロゴと酷似（全く同じ字体の「鬼」の文字と赤と黒の円形の枠）した選挙ポスターを掲載したことが批判され、著作権を持つ集英社からも一切の関与を否定された[23]ことから、謝罪してポスターを撤去した[24]。
- 2024年7月21日に福岡市内の公民館で開かれた「南極の氷体験会」に参加。市内の小学校に通う児童やその保護者約40人が集まるPTAの催しの中で、海上自衛隊の砕氷艦「しらせ」が採取した南極の氷を持参し、砕いてコップに入れて配布した。神戸学院大学の上脇博之教授は「南極の氷は相当な希少価値のあるものです。これをPTA側が無償で受け取っている形であり、公選法が禁止する選挙区内の者に対する寄付に該当する可能性がある」と指摘している[25]。鬼木は取材に「地球の環境や歴史に思いをはせて欲しかった。自衛隊の任務を紹介し、理解を深めて欲しいという思いもあった」と話した。イベントで「防衛副大臣」と名乗ったものの、選挙の話題や、自衛隊への勧誘はしなかったという。「もし公職選挙法に抵触するなら、もうしない」とも語った[26]。

## 人物

### 旧統一教会との関係
- ジャーナリストの鈴木エイトが作成した「旧統一教会関連団体と関係があった現職国会議員168人」によれば、旧統一教会関連団体との関係について、2021年の衆院選で教団関係者から選挙支援を受けていたとされる[27]。
- 2022年3月24日、鬼木が代表を務める資金管理団体「鬼木誠後援会」は、統一教会の関連団体「世界平和女性連合」に会費として20,000円を支出した[28]。
- 2022年9月の自由民主党による点検結果では、関連団体会合への出席し挨拶、政治資金規正法上の公開対象の関連団体などへの会費支出の2項目で対象であることが公表された[29]。

### その他
百田尚樹の発言「沖縄の二つの新聞はつぶさないといけない」に同調
2015年6月25日に自民党内の若手議員有志を中心に発足し、講師に百田尚樹を招いて初回会合が開かれた文化芸術懇話会に参加した。会合では百田が「沖縄の二つの新聞（琉球新報、沖縄タイムス）はつぶさないといけない」などと発言し、出席した議員からも「マスコミをこらしめるには広告料収入をなくせばいい。文化人が経団連に働き掛けてほしい」と、報道機関に圧力をかけるかのような発言があった。会合でのこれらの発言について、鬼木は取材に対し、「沖縄の2紙がひどいとは思う」「実際に読んで検証していないので、あくまでもイメージですよ」などと述べた。

夫婦別姓反対を求める文書を地方議会議長宛てに郵送
2021年1月30日、鬼木ら自民党国会議員有志50人は、47都道府県議会議長のうち同党所属の約40人に、選択的夫婦別姓の導入に賛同する意見書を採択しないよう求める文書を郵送した。地方議員や市民団体は、地方議会の独立性を脅かす行為だとして鬼木らを批判した。

丸川珠代五輪相に対するアジアンビューティー発言
2015年12月、鬼木は環境大臣だった丸川珠代の下、環境大臣政務官としてパリで開かれた第21回気候変動枠組条約締約国会議に出席した。2021年3月2日、鬼木は衆議院予算委員会の質問に立ち、当時を回想。丸川五輪相を「各国首脳からもアジアンビューティーと呼ばれ、大変人気があったという話も現地で聞こえておりました」と容姿や人種をあげて称賛した。公人に対する時代錯誤のルッキズムであることから、委員会ではざわめきが起きた。

## 選挙歴
| 当落 | 選挙                     | 執行日         | 年齢 | 選挙区             | 政党       | 得票数     | 得票率 | 定数 | 得票順位 /候補者数 | 政党内比例順位 /政党当選者数 |
| ---- | ------------------------ | -------------- | ---- | ------------------ | ---------- | ---------- | ------ | ---- | ------------------ | ---------------------------- |
| 当   | 2003年福岡県議会議員選挙 | 2003年4月13日  | 30   | 福岡市中央区選挙区 | 無所属     | ――票       | ――     |      | /                  | /                            |
| 当   | 2007年福岡県議会議員選挙 | 2007年4月8日   | 34   | 福岡市中央区選挙区 | 無所属     | 1万4701票  | ――     | 3    | 1/5                | /                            |
| 当   | 2011年福岡県議会議員選挙 | 2011年4月10日  | 38   | 福岡市中央区選挙区 | 自由民主党 | 2万1752票  | ――     | 3    | 1/4                | /                            |
| 当   | 第46回衆議院議員総選挙   | 2012年12月16日 | 40   | 福岡県第2区        | 自由民主党 | 10万5493票 | 43.57% | 1    | 1/5                | /                            |
| 当   | 第47回衆議院議員総選挙   | 2014年12月14日 | 42   | 福岡県第2区        | 自由民主党 | 10万2241票 | 49.47% | 1    | 1/4                | /                            |
| 当   | 第48回衆議院議員総選挙   | 2017年10月22日 | 45   | 福岡県第2区        | 自由民主党 | 10万9098票 | 44.34% | 1    | 1/3                | /                            |
| 当   | 第49回衆議院議員総選挙   | 2021年10月31日 | 49   | 福岡県第2区        | 自由民主党 | 10万9382票 | 45.97% | 1    | 1/3                | /                            |
| 比当 | 第50回衆議院議員総選挙   | 2024年10月27日 | 51   | 福岡県第2区        | 自由民主党 | 8万6698票  | 36.79% | 1    | 2/2                | 3/7                          |

## 所属団体・議員連盟
以下、鬼木誠公式HPより引用。
- 愛がん動物を対象とした動物看護師の国家資格化を目指す議連
- 自民党どうぶつ愛護議員連盟
- 獣医師問題議員連盟
- 国民皆保険を守る国会議員連盟
- 国民歯科問題議員連盟
- リハビリテーションを考える議員連盟（理学療法士・作業療法士・言語聴覚士等）
- 臨床工学技士のあり方を考える議員連盟
- 明るい社会保障改革推進議員連盟
- 地域で安心して分娩できる医療施設の存続を目指す議員連盟
- 鍼灸マッサージを考える国会議員の会
- 介護福祉議員連盟
- 自由民主党ワンヘルス推進議員連盟
- 自民党母子寡婦福祉対策議員連盟
- 日本保育推進連盟賛助会員
- 幼児教育議員連盟
- 全国保育関係議員連盟
- 栄養教諭議員連盟
- 栄養士議員連盟
- 旅館の未来研究会
- 警備業推進議員連盟
- 国公立大学振興議員連盟
- 観光産業振興議員連盟
- 和装振興議員連盟
- 自動車議員連盟
- 自民党自動車整備議員連盟
- トラック輸送振興議員連盟
- タクシー・ハイヤー議員連盟
- 日本の尊厳と国益を護る会（(副代表幹事）
- 日本会議国会議員懇談会
- 神道政治連盟国会議員懇談会
- みんなで靖国神社に参拝する国会議員の会
- 遺家族議員協議会
- 日本・パラオ友好議員連盟
- 日本・台湾経済文化交流を促進する若手議員の会
- 日本・アイルランド友好議員連盟
- 日伯国会議員連盟及び日本・中南米国会議員連盟
- 国連ハビタット推進議員連盟
- 海上保安議員連盟
- 消防議員連盟
- 自民党たばこ議員連盟
- 賃貸住宅対策議員連盟
- 不動産鑑定士制度推進議員連盟
- 土地家屋調査士制度改革推進議員連盟
- 自民党住宅対策促進議員連盟
- 建設技能者を支援する議員連盟
- 左官業振興議員連盟
- とび工業振興議員連盟
- 個室ユニットケア推進議員連盟
- 行政書士制度推進議員連盟
- 弁理士制度の改革推進及び地方展開に関する議員連盟
- 郵便局の新たな利活用を推進する議連
- 中小印刷産業振興議員連盟
- 街の本屋さんを元気にして日本の文化を守る議員連盟（旧 全国の書店経営者を支える議員連盟）
- コンピュータ会計推進議員連盟（TKC議連）
- 水道事業促進議員連盟
- 自民党治水議員連盟
- 自民党ＬＰＧ対策議員連盟
- 脱炭素社会実現と国力維持・向上のための最新型原子力リプレース推進議員連盟
- 高温ガス炉推進議員連盟
- 自民党石油流通問題議員連盟
- 自民党港湾議員連盟
- 登龍会（都道府県及び指定都市議員経験者議連）
- パン産業振興議員連盟
- ブロックチェーン推進議員連盟
- 日本の印章制度・文化を守る議員連盟

## 著作

### 寄稿
- 自民党国家戦略本部編『日本未来図2030』（日経BP社、2014年12月） ISBN 4822225194